# Музей Рокфеллера
Археологический музей Рокфеллера (англ. Rockefeller Museum; ивр. מוזיאון רוקפלר‎), ранее — Археологический музей Палестины, расположен в Восточном Иерусалиме напротив Ворот Ирода.
В музее сосредоточена большая коллекция артефактов, найденных при раскопках, проведённых в подмандатной Палестине в 1920-х и 1930-х годах.
Музей является частью и находится в ведении Музея Израиля; в нём размещается главный офис Управления древностей Израиля.

## История

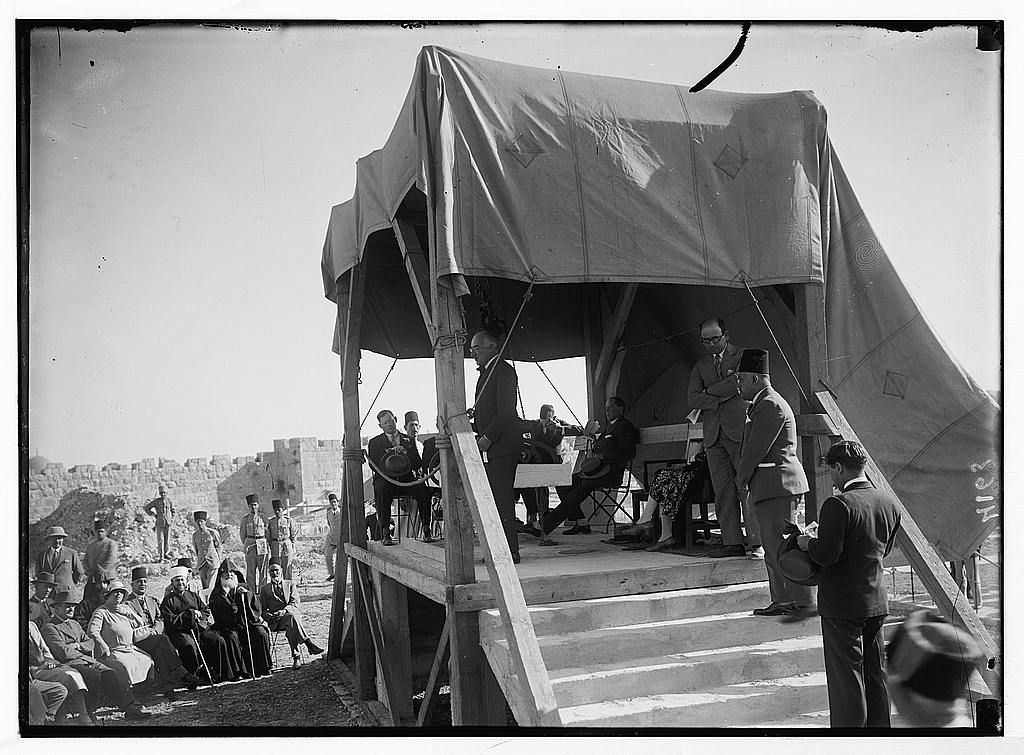
Церемония закладки краеугольного камня в фундамент Палестинского археологического музея

До организации Музея Рокфеллера, Департамент древностей и школа археологии Британского мандата размещались в Иерусалиме в старом здании с маленьким выставочным залом. Единственным археологическим музеем в то время был построенный в 1902 году Францисканский библейский музей.

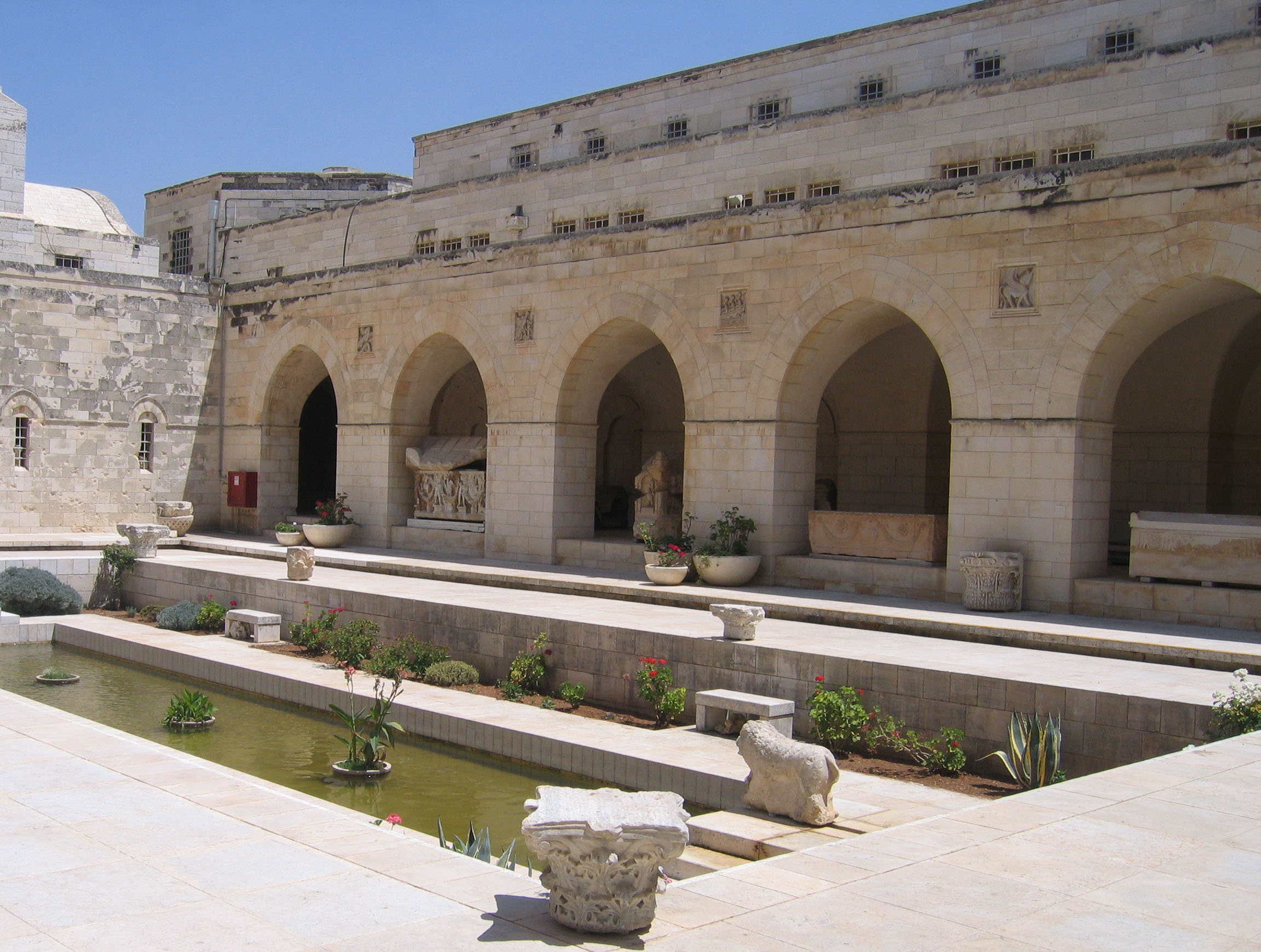
Музей Рокфеллера, внутренний двор

В 1906 году Еврейский национальный фонд начал переговоры о приобретении участка земли, обращённого к северо-западному углу Старого города Иерусалима и известного как Карм-эль-Шейх, для строительства Школы искусств и ремёсел Бецалель. Основатель школы Борис Шац рисовал в своём видении музей и университет, с территории которых открывался бы панорамный вид на Храмовую гору. В 1919 году Патрик Геддес, ответственный за городское планирование, предложил основать на этом участке музей древностей. Чтобы способствовать этому проекту, в 1924 году власти Британского мандата ввели специальный туристический налог.
Основатель и директор Восточного Института Чикагского университета Джеймс Генри Брэстед, посетивший Палестину в 1925 году, — в период Британского мандата, — решил, что Иерусалиму необходим археологический музей для размещения важных региональных находок. Воодушевлённый Верховным комиссаром Палестины лордом Плюмером, Брэстед обратился к американскому филантропу Джону Д. Рокфеллеру (младшему), согласившемуся пожертвовать на проект два миллиона долларов. Ранее предложение Рокфеллера построить археологический музей в Каире было отклонено  — возможно, из-за давления со стороны британского правительства, которое стремилось удержать Америку от создания плацдарма в регионе.
Проект музея был разработан Остином Харрисоном, главным архитектором Департамента общественных работ Британского мандата. Харрисон составил чертежи здания из белого иерусалимского камня, интегрировав восточные и западные архитектурные элементы. Краеугольный камень нового музея был заложен 19 июня 1930 года, однако его сооружение было отсрочено в связи с обнаружением на месте строительства гробниц, датируемых пятым веком до н. э. Открытие для публики состоялось только через 7 лет — 13 января 1938 года. Официально он назывался Палестинский археологический музей, но был также известен в то время и как Музей Рокфеллера.

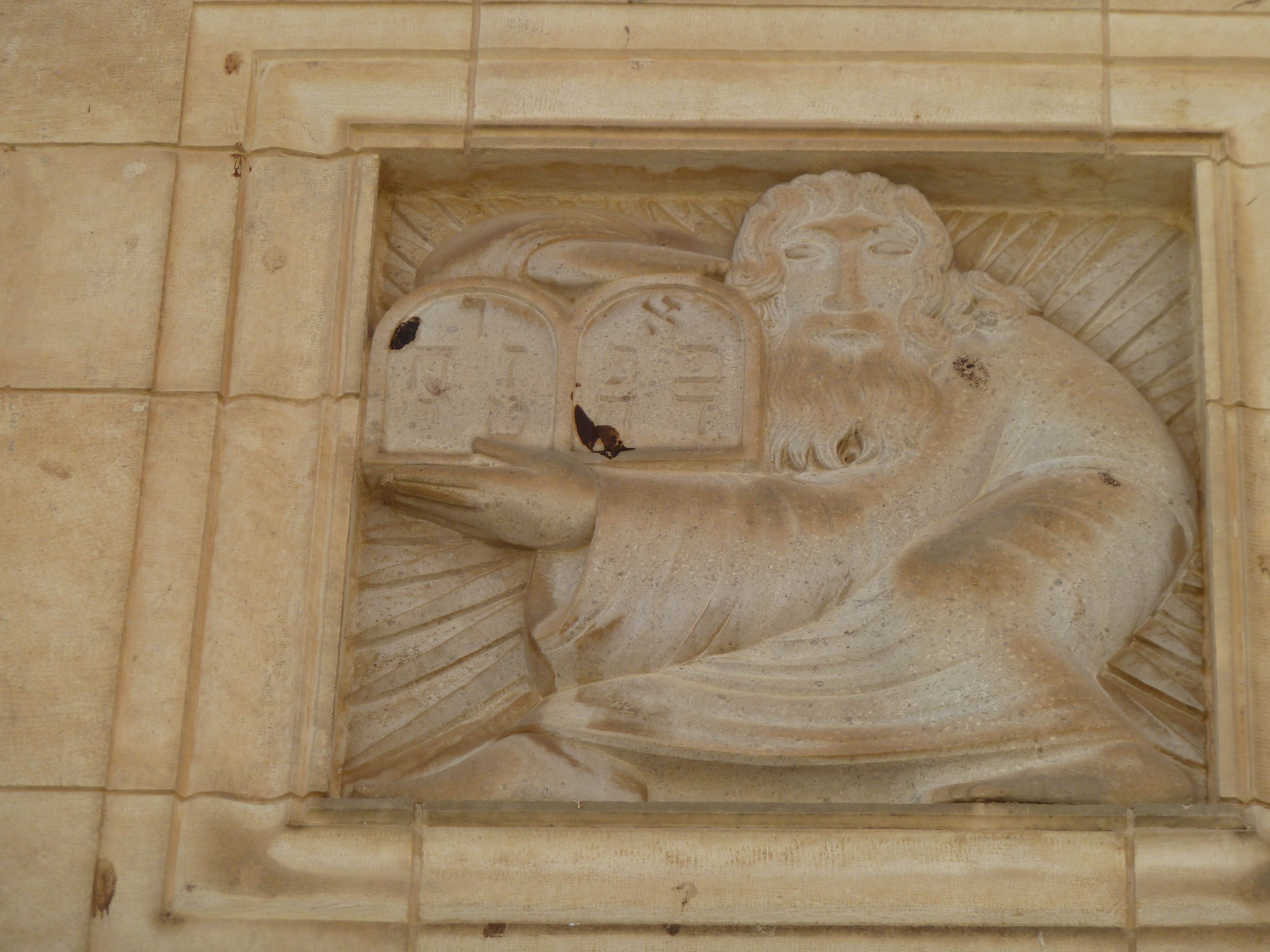
Рельеф, иллюстрирующий культуру израэлитов — один из десяти барельефов Эрика Гилла во внутреннем дворе музея.

В музее представлены каменный барельеф над главным входом, изображающий встречу Азии и Африки, а также десять каменных рельефов, иллюстрирующих различные культуры, и фонтан с гаргульями во внутреннем дворе, вырезанные в 1934 году британским скульптором Эриком Гиллом (1882—1940).
Гилл также создал резные каменные указатели по всему музею на английском, иврите и арабском.
До последних дней срока действия мандата музей находился в ведении британского правительства Палестины.
В апреле 1948 года Верховный комиссар назначил международный совет попечителей для управления музеем. Совет состоял из двенадцати членов: двух представителей Верховного комиссара; одного — из Британской академии; одного — из Британского музея; одного — из Французской национальной академии; одного — из французского Министерства иностранных дел; двоих — из Отдела древностей египетского, сирийского, ливанского, иракского или трансиорданского правительства; одного — из Еврейского университета в Иерусалиме; одного — из Шведской королевской академии наук; одного — из Американского института археологии; одного — из Американской школы восточных исследований в Иерусалиме.

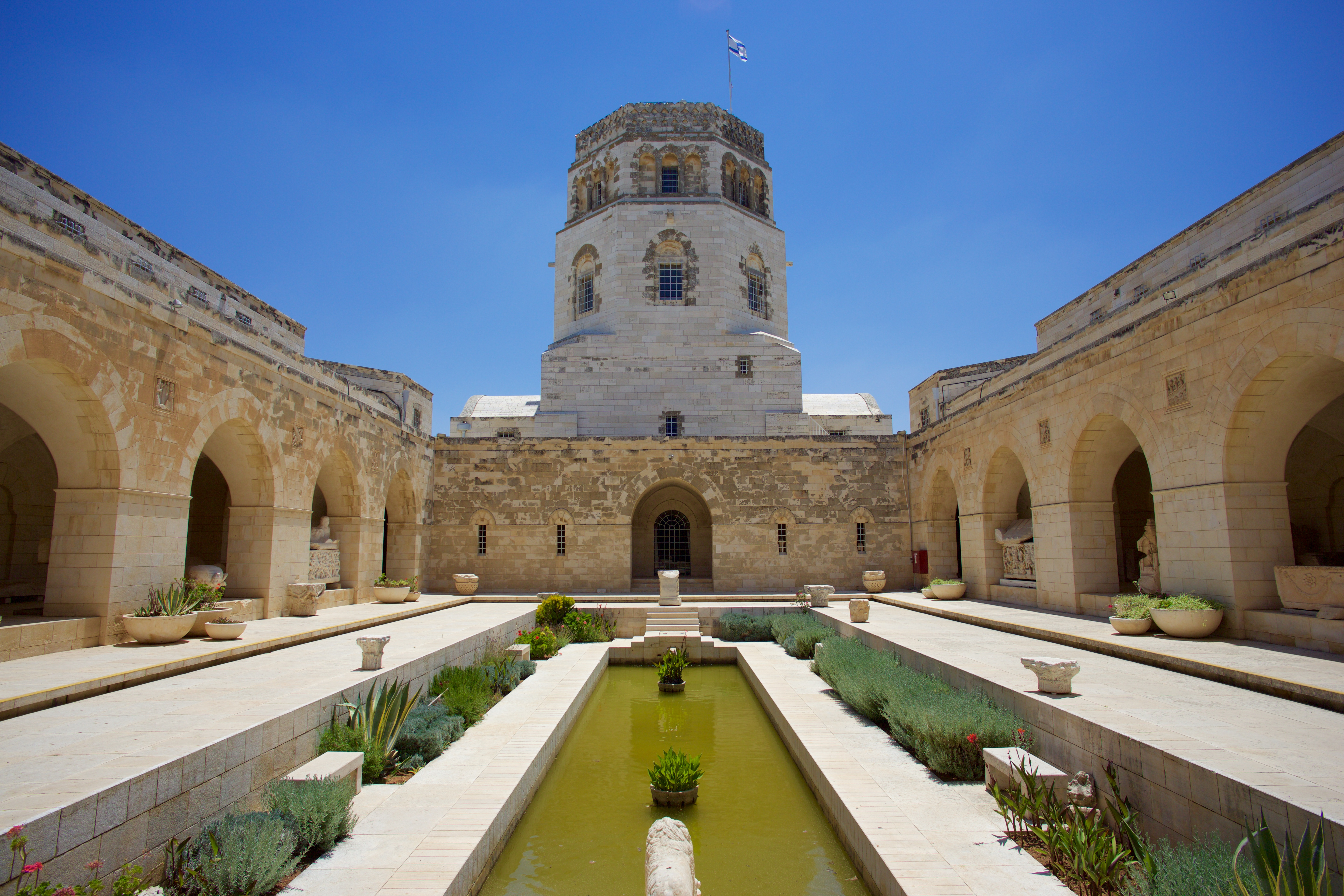
Внутренний двор с видом на башню

После арабо-израильской войны 1948 года музей стал филиалом штаб-квартиры Иорданского отдела древностей, до 1956 года возглавлявшейся Джеральдом Ланкастером Хардингом.
Музей находился в ведении международного попечительского совета до 1966 года, когда он был национализирован королём Хусейном во время иорданской оккупации Западного берега реки Иордан. Семью месяцами позже, когда в 1967 году вспыхнула Шестидневная война, музей был захвачен израильской бригадой парашютистов. Его восьмиугольная башня использовалась в качестве наблюдательного поста. Здесь происходили ожесточенные бои между израильскими и иорданскими силами, завершившиеся победой израильской армии. После этого музей был официально переименован в Музей Рокфеллера. С 1967 года музеем Рокфеллера управляет Музей Израиля совместно с Департаментом древностей и музеев Израиля (позже реорганизованным в Управлением древностей Израиля).
Во время сильного снегопада 2000 года на внутренним дворе музея рухнула одна из самых старых (почти 300 лет) в Израиле сосен, росшая на том месте, где, по легенде, книжник Ездра, живший в VI веке до н. э., «сел и записал Тору для Израиля».

## Коллекции

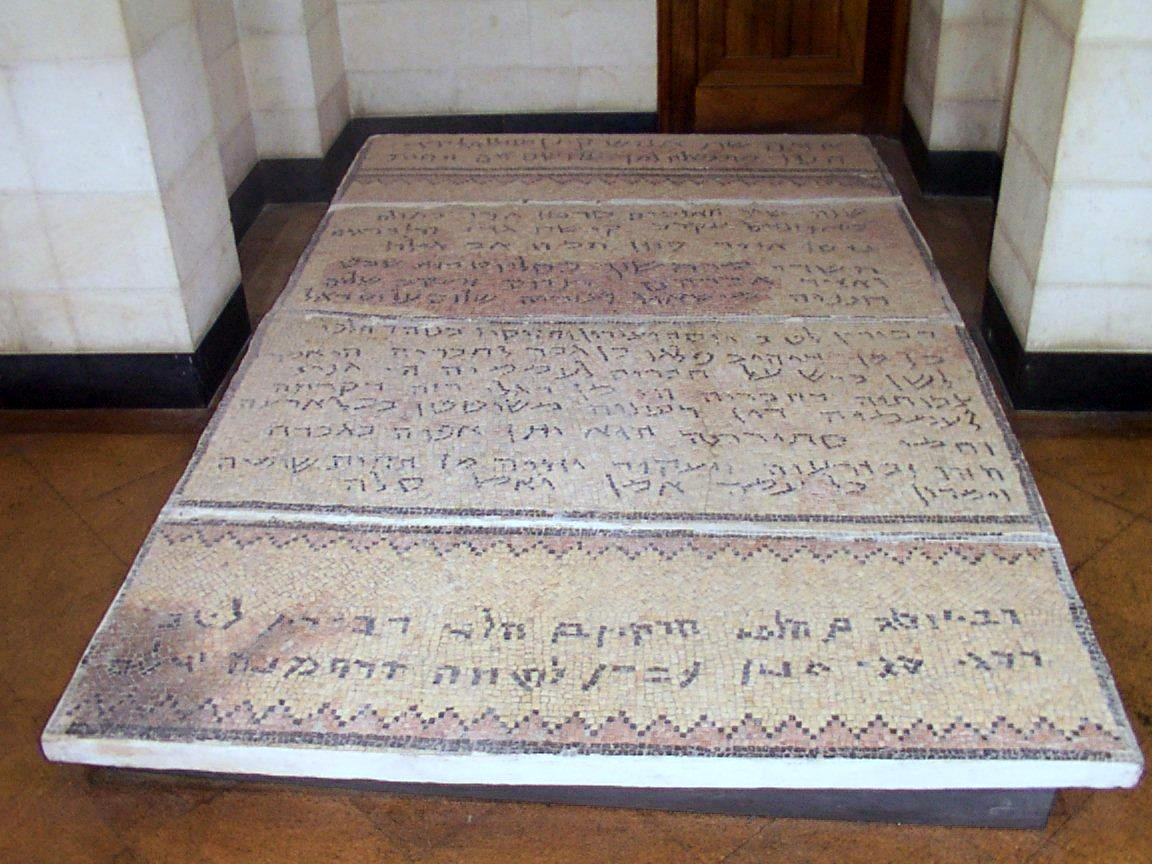
Эпиграфическая мозаика из синагоги Эйн-Геди

Первым хранителем музея был Джон Х. Айлифф, который расположил экспонаты в хронологическом порядке, начиная с артефактов возрастом в два миллиона лет и до 1700 н. э. Среди наиболее ценных экспонатов музея — деревянные панели из мечети Аль-Акса VIII века и мраморные рельефы из Храма Гроба Господня (XII век, период крестовых походов). Большая часть коллекции состоит из находок 1920-х и 1930-х годов. Четыре семисвечника-меноры были обнаружены вырезанными на дверных перемычках синагоги Эштемоа, и один из них экспонируется в музее.
На выставке представлены экспонаты, найденные в Иерусалиме, Мегиддо, Ашкелоне, Лахише, Самарии и Иерихоне. Одно из Лахишских писем входит в постоянную экспозицию музея, равно как и скульптура и лепные украшения из омейядского дворца Хишама.
В экспозиции талмудической эпохи представлен мозаичный пол VI века, обнаруженный в древней синагоге в Эйн-Геди, на котором выложено проклятие на иудео-арамейском, гласящее: «Проклят всякий, кто пренебрегает своей семьёй, провоцирует конфликт, ворует имущество, клевещет на своих друзей или раскрывает секрет города».
В Музее Рокфеллера были размещены некоторые из свитков Мертвого моря, обнаруженных в Кумранских пещерах в период между 1947 и 1956 годами и состоящих из еврейских текстов I в. до н.э. - I в. н.э. и комментариев. В 1967 году, после взятия Израилем Восточного Иерусалима, свитки были захвачены Израилем и перемещены в Храм Книги — специально спроектированное здание на территории Музея Израиля. С этого момента ведётся ожёсточённый спор о праве на владение этими свитками. «Медный свиток» был увезён в Иорданский археологический музей в Аммане.